# Silvio D'Amico
Silvio D'Amico (Roma, 3 febbraio 1887 – Roma, 1º aprile 1955) è stato un critico teatrale italiano.

## Biografia
Nacque a Roma, da Fedele D'Amico e Filomena Viola, fu di origini abruzzesi. Il padre era di Torricella Peligna.
Fu educato dai gesuiti all'Istituto Massimo di Roma. Dopo la laurea in Giurisprudenza, nel 1911 vinse il concorso del Ministero della Pubblica Istruzione per la direzione generale antichità e belle arti, mentre nel 1923 ottenne la cattedra di Storia del teatro nella Regia Scuola di Recitazione Eleonora Duse.
A venticinque anni intraprese l'attività di giornalista al quotidiano L'Idea Nazionale, diretto da Domenico Oliva, come vice dello stesso Oliva nella rubrica teatrale, e in seguito, alla morte del direttore, nel 1917, divenendone titolare. Diresse la rubrica di critica drammatica su La Tribuna (con cui l'Idea Nazionale si era fuso) dal 1925 al 1940.
In questi anni affermò la preminenza del poeta e della parola, al cui servizio deve mettersi l'attore, e, negli anni in cui il teatro di regia stentava ancora a nascere, teorizzò la necessità della figura del regista.

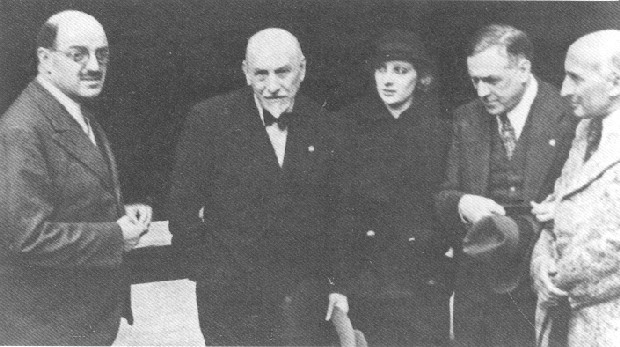
Silvio D'Amico, primo a sinistra, nel 1933, insieme a Luigi Pirandello, Andreina Pagnani, Renato Simoni e Jacques Copeau

Fondò, e dal 1932 al 1936 diresse, la rivista Scenario, insieme a Nicola De Pirro.
Nel 1935 venne nominato commissario straordinario per la riforma della scuola di recitazione di Roma, trasformando la Regia Scuola di Recitazione (intitolata a Eleonora Duse) in Accademia nazionale d'arte drammatica. Negli anni del primo dopoguerra dedicò gran parte del suo tempo all'Accademia; nel 1944 favorì l'ingresso di Orazio Costa alla cattedra di Regia inaugurando così una lunga e gloriosa stagione dell'Accademia stessa, che vedrà tra i suoi allievi, tra gli altri, Vittorio Gassman, Luigi Squarzina, Elio Pandolfi, Andrea Camilleri, Rossella Falk, Anna Magnani, Paolo Stoppa, Sergio Tofano, Paolo Panelli, Nino Manfredi, Tino Buazzelli, Giorgio De Lullo, Gianrico Tedeschi, Monica Vitti, Attilio Corsini, Wanda Marasco, Mario Missiroli, Goliarda Sapienza, Glauco Mauri, Gabriele Lavia, Luca Ronconi. Oggi l'istituzione porta il suo nome.
Dal 1937 al 1943 diresse la Rivista italiana del dramma (poi Rivista italiana del teatro), edita dalla Società degli Autori. Scrisse su Il Giornale d'Italia dal 1941 al 1943. Interruppe le collaborazioni in seguito all'occupazione tedesca della capitale.

Dopo la liberazione riprese a collaborare coi quotidiani: dal 1945 al 1955 è il critico de Il Tempo. Sempre dal 1945 diresse la rubrica Chi è di scena? della Rai.
Curò la collana Il Teatro del Novecento, per le edizioni Treves (5 volumi) e la collana di testi teatrali Repertorio (21 volumi). Rimasta nella storia la raccolta di più testi sulla Storia del Teatro Drammatico, oggi in edizione riveduta e aggiornata. Diresse e curò una imponente Enciclopedia dello Spettacolo in 11 volumi (1954-1975).
Morì a Roma nell'aprile 1955; alla notizia della sua morte, i teatri della capitale restarono chiusi per lutto. È sepolto nella tomba di famiglia al quadriportico del cimitero del Verano. 
Il fondo Silvio D'Amico è conservato nel Civico museo biblioteca dell'attore di Genova.

## Vita privata
Era padre del musicologo Fedele D'Amico e nonno dell'anglista Masolino D'Amico.